# Ernst Leitz I
Ernst Leitz (Sulzburg, 26 aprile 1843 – Solothurn, 12 settembre 1920) è stato un ottico e imprenditore tedesco.
Iniziata l'attività a Pforzheim come apprendista meccanico, fu il creatore del marchio originario Optical Institute Belthle und Leitz, Wetzlar, vorm. C. Kellner, portando la ditta, che stabilì a Wetzlar, a un notevole sviluppo organico e arrivando ad aprire filiali in tutto il mondo.

## Biografia

### Giovinezza e istruzione

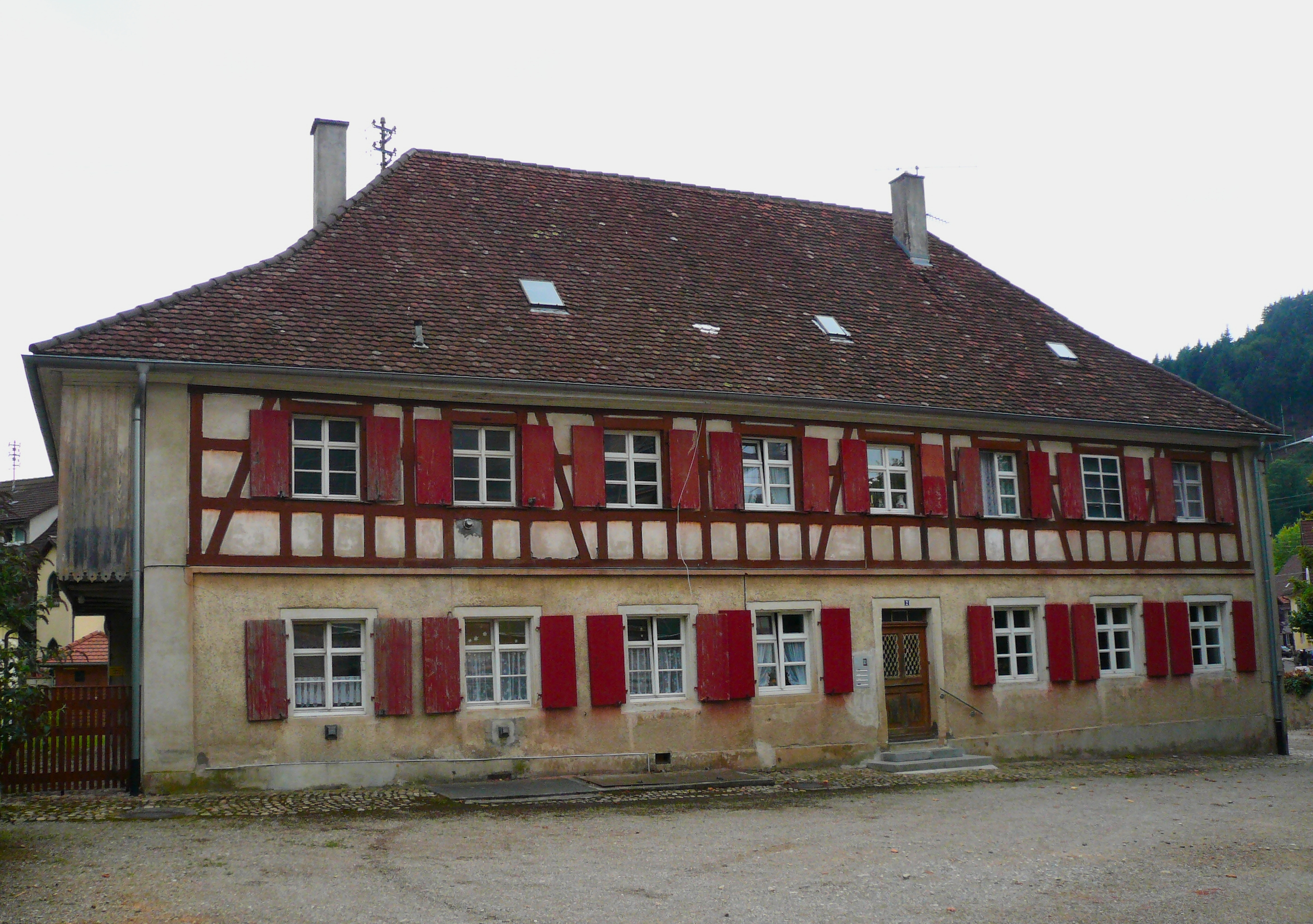
Casa natale a Sulzburg

Ernst Leitz viene al mondo il 26 aprile 1843 nella cittadina del Baden Sulzburg, figlio dell'insegnante Ernst August Leitz e della moglie Christina, nata Döbelin.
Nel rinomato Laboratorio di strumenti della fisica (Werkstätte für physikalische Instrumente) di Ludwig Oechsle a Pforzheim Ernst Leitz formò le sue conoscenze di meccanica tra gli anni 1858 e 1863 e contemporaneamente frequentò la locale scuola di artigianato.
Una importante tappa del suo finale girovagare fu per lui la moderna Fabbrica di orologi e telegrafi (Telegrafen- und Uhrenfabrik) di Matthias Hipp di Neuchâtel in Svizzera, ove apprese gli inizi della lavorazione in serie.
Su consiglio di Karl Junker, Ernst entrò nel 1864 a Wetzlar nell'ex Istituto ottico di Carl Kellner (che era già morto dal 1855).

### Acquisizione dell'Istituto Ottico di Kellener
Il successore di Kellner, l'ottico proveniente da Tubinga Friedrich Belthle, prese Leitz come socio già nel 1865. Nel 1870, subito dopo la morte di Belthle, Leitz divenne l'unico proprietario del piccolo laboratorio artigiano.
L'Istituto ottico si occupò per prima cosa della fabbricazione e dell'ottimizzazione del telescopio rifrattore. Grazie alle importanti invenzioni di Kellner dell'oculare ortoscopico nel 1849, futuri scienziati tedeschi, come Carl Friedrich Gauß e Justus von Liebig, si accorsero del laboratorio che si stava dedicando sempre più alla fabbricazione di potenti microscopi.
Anche se i treppiedi di Kellner non potevano reggere il confronto con quelli di Parigi di quel tempo, l'ottica dei suoi microscopi con grandi oculari superava di gran lunga quelli della concorrenza.
Belthle aveva portato avanti la preparazione del microscopio dopo la morte di Keller. Ora il futuro dell'impresa era nelle mani del giovane meccanico.
Già nel 1867 Ernst Leitz aveva sposato la figlia di un mastro artigiano, Anna Löhr (1844–1908) di Wetzlar, che negli anni successivi divenne un'indispensabile aiutante e che nelle vicende dell'azienda gli diede consigli che lo portarono al successo

### Il successo dell'orientamento alla produzione di serie
Dopo la fine della guerra franco-prussiana nel 1871 l'azienda di Leitz conobbe una rilevante ripresa.
Nel giusto riconoscimento che il microscopio sarebbe diventato un importante mezzo per la scienza, Leitz concentrò la sua attività su questo strumento e sulla sua ottimizzazione, scegliendo così il giusto prodotto nel periodo giusto. Egli riuscì a coniugare la miglior qualità con il giusto prezzo, adottando il metodo della produzione di serie imparato in Svizzera.
Con questa strategia Ernst Leitz riuscì a incentivare la produzione e aumentare stabilmente il fatturato. Con ciò egli ottenne un chiaro vantaggio sulla concorrenza, mantenendo inoltre sempre uno stretto contatto con gli utenti delle scuole superiori e dell'industria. Mentre egli metteva in pratica il più in fretta possibile le loro esigenze, la sua impresa, verso la fine del XIX secolo faceva tendenza nel campo della microscopia.

### Ampliamento della gamma di prodotti dal 1880
Ernst Leitz si dedicò dal 1880 ad altri campi dell'ottica. Il suo figlio maggiore Ludwig (1867–1898) si dedicò con gran successo alla micrografia e alla macrofotografia, alla microproiezione come alla microtomia. Nel 1880 comparve sul mercato la prima grande camera orizzontale di Leitz.
Nel 1881 venne alla luce il prototipo di microtomo. Dal 1889 ci furono il disegno e l'apparato proiettore secondo Edinger. Già nel 1894 la ditta offrì sul mercato l'obiettivo duplex per diverse lunghezze focali. Seguirono altri obiettivi per micro- e macrofotografie, come, ad esempio, Summar e Periplan. La prima macchina fotografica portatile (Moment) comparve verso il 1900.
Proiettori per diapositive panoramiche nacquero verso il 1900, precursori del successivo episcopio per diapositive. Nel 1910 destò scalpore il proiettore cinematografico per proiezioni cinematografiche prive di sfarfallio. Infine uscì nel 1913 la "Ur-Leica", al cui successivo grande successo il fondatore del cinema non poté più partecipare.
Dal 1907 Leitz fabbricò anche binocoli.

### Espansione delle filiali della Leitz in patria e all'estero
Presto Leitz si accorse che il mercato interno non bastava per i dispositivi ottici di alta qualità e meccanica fine.
Così già dagli anni ottanta del XIX secolo Leitz, con l'aiuto del figlio Ludwig, incrementò sempre più il numero delle filiali sia in patria che all'estero.
Il decesso precoce di Ludwig Leitz nel 1898 fu per la famiglia, ma anche per l'azienda, una svolta dolorosa. L'opera iniziata dal fratello fu proseguita dal secondogenito Ernst (1871–1956), che nel 1889 era entrato in azienda come apprendista e nel 1906 ne divenne socio.

### Impegno sociale e politico
Accanto ai suoi grandi successi nella fabbricazione di strumenti ottici come nell'imprenditoria, dev'essere posta in rilievo l'umanità di Ernst Leitz, che era legata a un alto impegno sociale. La sua porta era sempre aperta per chiunque. Nel 1885 il suo "Accordo per il sostegno per i collaboratori caduti in stato di necessità o non più in grado di lavorare", come quello del 1899 sulla cassa per invalidi, vedove e orfani, che nel corso degli anni fu consolidata in una cassa-pensioni, furono esemplari e garantirono l'esistenza dei lavoratori molto più di quello che riuscivano a fare le assicurazioni sociali pubbliche.
L'orario giornaliero di otto ore introdotto nel 1906, come l'alta remunerazione dei suoi collaboratori, fecero di lui una personalità eccezionale tra gli imprenditori dei suoi tempi.
Formato nella sua patria del Baden e nella casa dei genitori, Ernst Leitz s'impegnò presto per un liberalismo avanzato. Egli fu uno dei fondatori dell'Unione Liberale a Wetzlar. Per breve tempo fu membro del Partito Popolare della Libertà di Wetzlar, appartenne con il figlio Ernst nel 1918 ai fondatori del Partito Democratico Tedesco di Wetzlar. Dal 1897 al 1902 fu membro del Consiglio dei Rappresentanti della città e partecipò più volte all'assemblea circondariale.
Egli fece pervenire alla sua patria di adozione, Wetzlar, generose offerte, tra le altre, per la costruzione di un asilo nido per bimbi ammalati e per l'allestimento di un orfanotrofio nella città, oltre a quelle per l'abbellimento della città stessa.
Generose offerte ottenevano anche le istituzioni nazionali per il sostegno dei parenti dei caduti in guerra, oltre alla Società degli amici e sostenitori dell'Università di Gießen.

### I bravi lavoratori partecipano del successo dell'impresa
Ernst Leitz e la moglie Anna dimostrarono grande capacità anche nella scelta dei collaboratori dirigenti. Presto Leitz padroneggiò l'arte di delegare importanti incarichi, trasferire le responsabilità alle persone che dovevano giustificare la sua fiducia con eccellenti risultati. 
Nello svizzero Max Günthert egli trovò fin dal 1887 un affidabile amministratore e lo nominò nel 1899 suo procuratore, vantaggio determinante per l'espansione della ditta anche nei mercati extraeuropei.
Henri Dumur, un pronipote di Ernst Leitz, entrò nell'azienda all'età di 18 anni nel 1903 e doveva rimanere per 60 anni uno dei più stretti collaboratori. Grazie ai suoi numerosi viaggi all'estero, anche in Nordamerica e Sudamerica, riuscì a riallacciare i rapporti di affari interrotti a causa della guerra e a rinnovare l'organizzazione di vendita.
Mentre poneva l'impresa su solide basi finanziarie, Dumur alla garantì la ditta Leitz ritmi di crescita in tempi nei quali la maggior parte dei altre ditte tedesche soffrivano sotto le conseguenze dell'interruzione economica post-bellica.

### Ultimi anni
A questo tuttavia Ernst Leitz non ebbe più la possibilità di vivere.
Già nel 1908 egli perse la sua fedele compagna e consorte Anna.
La fine della prima guerra mondiale, il crollo della sua nazione, ma anche la discordia fra i reduci di guerra nella sua stessa ditta dovettero avergli provocato ulteriori mal di cuore. Nella Germania del sud e in Svizzera visitò ancora una volta le città della sua fanciullezza e giovinezza. Il 10 luglio 1920, all'età di 77 anni, morì a Solothurn.
Con il lavoro della sua vita Ernst Leitz ha posto le basi sulle quali il figlio potesse costruire. Con la sua decisione di produrre in serie la sua piccola macchina fotografica Leica, cambiò il mondo della fotografia. Con ciò padre e figlio Leitz hanno scritto la storia economica tedesca.

## Invenzioni e nuovi prodotti

### Ampliamento e miglioramento dell'assortimento di microscopi
Già dal 1865 Leitz ampliò l'assortimento dei microscopi di Belthle, che fino ad allora consisteva in un piccolo, medio e grande treppiede. Inoltre la meccanica dei grandi microscopi fu sempre di più adattata agli standard, ad esempio dotandoli di uno zoccolo di ferro, un revolver per obiettivi e di un giunto per l'inclinazione della parte superiore.
Una significativa novità fu l'attrezzatura per la polarizzazione secondo le direttive del botanico di Tubinga Hugo von Mohl. Nel 1870 l'assortimento di microscopi ne comprendeva 7 tipi. Un microscopio da laboratorio secondo J. Stuart soddisfaceva, grazie alle sue molteplici possibilità di trasformazione ed esperimenti, i desideri degli scienziati, con i quali Leitz era sempre in stretto contatto.

### Ulteriori miglioramenti
Ulteriori fondamentali miglioramenti seguirono: dal 1870 furono prodotti solo ancora oculari con diametro di 23,2 mm. Nel 1879 uscì il Microscopio Ia, che godette di una grande popolarità. Nello stesso anno comparve l'obiettivo da immersione subacquea Nr.12, con distanza focale di 1/30" = 0,8 mm.
Nel 1882 furono in programma, oltre a quattro diversi obiettivi da immersione in acqua, i primi obiettivi a immersione in olio. Nello stesso anno Ernst Leitz poté portare sul mercato per gli studiosi delle scienze della terra i primi due microscopi polarizzatori. Essi funsero da precursori del primo grosso microscopio polarizzatore, che nel 1885, insieme al suo direttore della meccanica Richard Kuntz, egli sviluppò per le ricerche mineralogiche e geologiche.
Nel 1885 giunse sul mercato l'obiettivo per immersione in olio da 1/12 (100:1, apertura 1.30). Grazie al suo prezzo favorevole e poiché l'obiettivo poté essere inserito anche su microscopi di altri produttori, divenne un articolo che andava a ruba. Anche il prezzo complessivo delle dotazioni di microscopi scese di parecchio, cosicché anche la vendita dei microscopi Leitz salì rapidamente.

### Nuovi tipi di vetri ottici
Dal 1886 furono disponibili nuovi vetri per ottica di una qualità e regolarità mai conosciute prima, da parte della ditta Jenaer Glaswerken Otto Schott.
Dopo che dal 1887 il matematico Carl Metz, attivo nell'impresa, fece affidamento, in considerazione dei nuovi tipi di vetro, su un'omogenea lunghezza del tubo di 170 mm, fu possibile inserire oculari e obiettivi nei diversi microscopi, il che rese possibile nuovamente la produzione in gran serie.
Dal 1888, accanto ai convenienti obiettivi acromatici entrarono a far parte delle offerte della Leitz anche quelli di alto valore apocromatici, le cui lenti erano fatte non più di solo vetro ma anche di fluorite. In questo modo fu raggiunta una chiaramente miglior correzione cromatica. Per ottenere un'immagine ottimale, Leitz consigliava d'inserire un oculare supplementare di compensazione.
Dal 1890 Leitz aveva cambiato tutti gli obiettivi dotandoli di filettatura esterna di standard internazionale, oltre a rendere intercambiabili fra loro gli obiettivi, il che significava, che con il cambiamento degli obiettivi la nitidezza delle immagini non doveva più essere regolata. 
Con l'aiuto del vetri pentacromatici, che si basavano su nuovi tipi di vetro (vetri al borato, fosfato e barite) di Schott, Carl Metz sviluppò dal 1890 una nuova classe di obiettivi, che in efficacia e prezzo si collocavano tra quelli acromatici e quelli apocromatici. Con il loro aiuto fu possibile produrre obiettivi di elevato valore senza quelli costosi, e di laborioso utilizzo, in fluorite. Al posto del dispendioso oculare compensativo erano sufficienti i meno costosi oculari di compensazione Huygens. Poiché i nuovi tipi di vetro si rivelarono di limitata durata, Leitz dal 1902 produsse dagli obiettivi in fluorite una serie corretta semiapocromatica con lenti in vetro resistente e fluorite. Questi, denominati F1 e prodotti in gran serie, si collocarono come prezzo fra quelli acromatici e quelli apocromatici.

### Nuovi oculari e nuove varianti di microscopio
Il forte ingrandimento, che si ottenne con gli obiettivi ad immersione in olio, ebbero come conseguenza con l'uso dell'oculare di Huygens un forte rimpicciolimento del campo visivo.
Carl Metz sviluppò però nel 1909, aggiungendo all'oculare di Huygens ricalcolato, il suo Periplan-Okulare: al posto della lente pianoconvessa dell'oculare di tipo Huygens, venne attaccata una lente pianoconvessa con una biconvessa.  Il suo concetto precoce di costruzione di un oculare ad ampio campo corretto in modo ottimale funge ancor oggi da filo conduttore per il calcolo dei moderni oculari.
Negli anni milleottocentonavanta nacquero nell'allestimento dei microscopi varianti complementari, in seguito microscopi da viaggio pieghevoli.
Con i microscopi da ricerca del Tipo A, che nel 1902 giunsero sul mercato, ne fu realizzato un tipo con treppiede, che divenne per molti anni, per la sua bella e maneggevole forma, un modello per tutti i microscopi, proprio il simbolo per eccellenza per le scienze naturali. Microscopi di questa forma con piccola deviazione furono utilizzati per oltre 50 anni.
La regolazione fine bilaterale a chiocciola e cardioide per una precisa messa a fuoco, sviluppata dall'eccellente meccanico Emil Keller, divenne dal 1902 un vero e proprio modello per la costruzione di microscopi. Keller inserì anche come innovazione dei cuscinetti a sfere.
Nel 1913 Leitz suscitò nuovamente grande attenzione con un obiettivo ad immersione di una fino ad allora mai raggiunta apertura di 1,48, che trovò prima di tutto utilizzo con la conoscopia dei cristalli.

### Polarizzazione e microscopi rivoluzionano le ricerche metallografiche
Con l'aiuto dell'esperto meccanico Paul Weilinger e il mineralogo italiano (originario di Varzo) Gabriele Linzio furono sviluppati grossi microscopi AM e otto varianti per la mineralogia e la geologia. Dopo l'uscita nel 1908 di Linzio, che seguì la chiamata a una cattedra a Padova, Ernst Leitz e il figlio Ernst, che nel 1906 erano entrati a far parte della compagine societaria, decisero di assumere un nuovo collaboratore scientifico per la supervisione e lo sviluppo degli strumenti a polarizzazione. La scelta cadde su Max Berek (1886–1949), che entrò in azienda nel 1912. Già nel 1913 questi poté presentare nuovi microscopi a polarizzazione dei tipi BM, CM e KM, dotati di compensatore girevole e condensatore di Berek, da lui inventati. 
Anche microscopi speciali per le ricerche metallografiche appartennero dal 1906 al loro programma. Il loro sviluppò spettò a Paul Weilinger. Già nel 1909 nacque dagli spunti del chimico e tecnico francese Henri Le Châtelier il primo microscopio inverso della serie MM, con il quale si trovavano obiettivo e tubo di osservazione sotto il piano dell'obiettivo. Questo "metallografico" vide numerose modernizzazioni e fu in uso fino alla fine degli anni '80 del XX secolo.

### Dal microscopio a lente doppia allo stereomicroscopio
Nel 1897 Leitz presentò il microscopioa doppia lente, un primitivo stereomicroscopio, che rimpiazzo quello monoculare utilizzato fino ad allora. Poiché obiettivo e oculare era strettamente integrati, non si poteva cambiare l'ingrandimento.
Corse ai ripari dal 1910 lo stereomicroscopio secondo lo zoologo americano Horatio S. Greenough, grazie al quale si ottenne, attraverso lo scambio della coppia oculare-obiettivo, un ingrandimento di 120 volte. 
La formazione dell'immagine riuscì qui con l'aiuto del prisma di Porro.
Hermann Heine nel 1920 sviluppò semplici stereomicroscopi secondo il principio di Greenough con i prismi di Porro e obiettivi rigidamente installati. Per ingrandimenti doppi c'erano tre coppie di oculari ciascuno, per ottenere diversi ingrandimenti. Per la sua grande distanza la lente a prisma divenne amata specialmente presso i ricercatori scientifici, ma particolarmente nell'industria e per 50 anni si trovò nei programmi di vendita.
Nessun altro microscopio ha conosciuto un tale alto livello numerico di produzione.
Dato che le casse contenenti i prismi di Porro erano identiche a quelle dei binocoli, ne emersero effetti sinergici supplementari sui costi.